# Valtrovice
Valtrovice település Csehországban, a Znojmói járásban. Valtrovice Křídlůvky, Slup, Božice, Strachotice és Krhovice településekkel határos. Lakosainak száma 418 fő (2024. január 1.).

## Népesség
A település lakosságának változását az alábbi diagram mutatja:
| Lakosok száma | 520  | 560  | 557  | 301  | 348  | 381  | 429  | 420  | 385  | 418  |
|               | 1869 | 1900 | 1921 | 1961 | 1980 | 2011 | 2016 | 2019 | 2021 | 2024 |